# Hilimbana
Hilimbana is een bestuurslaag in het regentschap Nias van de provincie Noord-Sumatra, Indonesië. Hilimbana telt 759 inwoners (volkstelling 2010).